# Airspeed Oxford
Airspeed AS.10 Oxford là một loại máy bay huấn luyện hai động cơ, do hãng Airspeed chế tạo. Nó được dùng để huấn luyện hoa tiêu, sĩ quan điện đài, xạ thủ… trong Chiến tranh thế giới II.

## Biến thể
AS.10 Oxford I
AS.10 Oxford II
AS.10 Oxford III
AS.10 Oxford IV
Oxford T.II
AS.40 Oxford
AS.41 Oxford
AS.42 Oxford
AS.43 Oxford
AS.46 Oxford V
AS.65 Consul

## Quốc gia sử dụng
| Úc - Không quân Hoàng gia Úc Bỉ - Không quân Bỉ Belgian Congo - Force Publique Burma - Không quân Miến Điện Denmark - Không quân Hoàng gia Đan Mạch Canada - Không quân Hoàng gia Canada Tiệp Khắc - Không quân Tiệp Khắc Egypt - Không quân Hoàng gia Ai Cập Free France - Không quân Pháp Tự do | Greece - Không quân Hy Lạp Ấn Độ - Không quân Ấn Độ Iran - Không quân Đế quốc Iran Israel - Không quân Israel Hà Lan - Không quân Hoàng gia Hà Lan - Không quân Hải quân Hà Lan New Zealand - Không quân Hoàng gia New Zealand Norway - Không quân Hoàng gia Na Uy Ba Lan - Không quân Ba Lan ở Anh Bồ Đào Nha - Không quân Bồ Đào Nha - Hải quân Bồ Đào Nha South Africa - Không quân Nam Phi Ceylon - Hải quân Hoàng gia Ceylon Thổ Nhĩ Kỳ - Không quân Thổ Nhĩ Kỳ Anh Quốc - Không quân Hoàng gia - Không quân Hải quân Hoàng gia Hoa Kỳ - Không quân Lục quân Hoa Kỳ Nam Tư - Không quân SFR Nam Tư |

## Tính năng kỹ chiến thuật (Mk I)

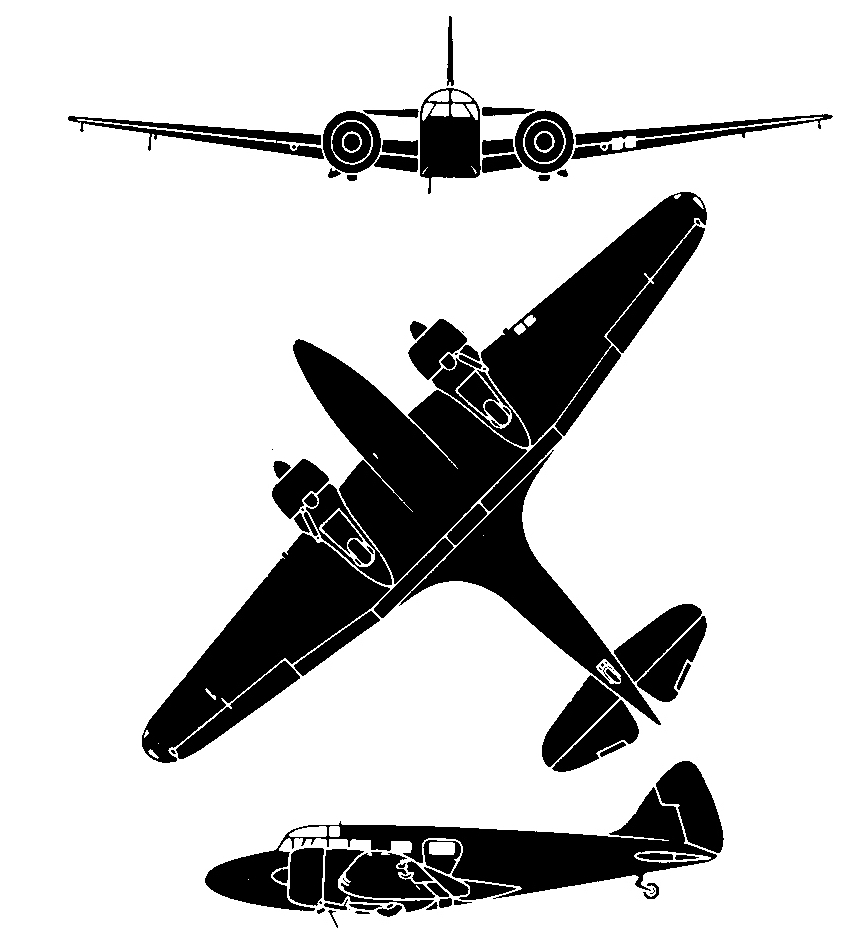
Oxford AS 10

Dữ liệu lấy từ Modern Trainer
Đặc điểm tổng quát
- Kíp lái: 3
- Chiều dài: 34 ft 6 in (10,52 m)
- Sải cánh: 53 ft 4 in (16,26 m)
- Chiều cao: 11 ft 1 in (3,38 m)
- Diện tích cánh: 348 ft²[2] (32,3 m²)
- Trọng lượng rỗng: 5.322 lb (2.419 kg)
- Trọng lượng có tải: 7.500 lb (3.409 kg)
- Động cơ: 2 × Armstrong Siddeley Cheetah X, 350 hp (261 kW)  mỗi chiếc

 Hiệu suất bay 
- Vận tốc cực đại: 192 mph (167 knot, 309 km/h) trên độ cao 8.000 ft (2.440 m)
- Thời gian bay: 5,5 giờ
- Trần bay: 23.550 ft (7.180 m)
- Vận tốc lên cao: 1.340 ft/phút (6,8 m/s)

Trang bị vũ khí

- Súng: Súng máy Vickers K 0.303 in (7,7 mm)
- Bom: 16 bom huấn luyện 11.5 lb (5 kg)